# بيت العقيلي (حفاش)

تعديل مصدري - تعديل

بيت العقيلي هي إحدى قرى عزلة الملاحنة بمديرية حفاش التابعة لمحافظة المحويت، بلغ تعداد سكانها 186 نسمة حسب تعداد اليمن لعام 2004.